# Palindrom
Et palindrom - af græsk παλίνδρομος palin (= igen) og dromos (= vej, bane)  - er en sætning eller et ord, der kan læses i begge læseretninger som "regninger" og "spansk snaps". En klassiker er "En af dem der tit red med fane." Der ses her bort fra mellemrumstegn (space).

## Eksempler
Nogle har haft et palindrom som navn: Lon Nol var minister i Cambodja.  Nisio Isin var en japansk forfatter. 
På engelsk regnes et palindrom fra 1614 som det ældst kendte: "Lewd did I live & evil I did dwel." 
Digteren W.H. Auden skal have sagt om en fælles bekendt: "Norma is as selfless as I am, Ron." T.S. Eliot huskes ikke mindst for dette palindrom: "T. Eliot, top bard, notes putrid tang emanating, is sad. I’d assign it a name: gnat dirt upset on drab pot-toilet." 
Af andre palindromer kan nævnes:
- Tal ud nu undulat
- Den ret tapre Knud Åge i Egå dunker patter ned
- Den laks skal ned
- Damejer Nis Berg greb sin rejemad
- Du er Freud?
- Elg udnytter ret tynd ugle
- Elsa har fat i Rita fra Hasle
- En af dem der tit red med fane
- Lås oksemaden ned og giv Viggo denne dameskosål
- Tre negre med fane, en af dem er genert
- Selmas lakserøde garagedøre skal samles
- Skal Eva have laks
- De blå ål bed

De længste danske palindromer er
- Gid da den dame så de sørens asner øse dåsemad ned ad dig.
- Se så, René. Smid du nu den røde messing-nisse med ørnedun ud. Dimsen er Åses.
- Vagter alene red om nu, hvis i somren nu hestes tsetsehunner mos i siv hun, moderen Ela, ret gav.
- Vil Tim mon i Gaffa se jetsets i palindrom-ord? Ni lapis-test ejes af Fagin om mit liv.

Eksempler på et engelsk palindrom: A man, a plan, a canal: Panama.

Eksempler på et estisk palindrom: Öötöö ("Natarbejde").

Eksempler på et finsk palindrom: Syy hyökätä: köyhyys ("Grund til at angribe: fattigdom", Alivaltiosihteeri), saippuakauppias ("sæbesælger").

Eksempler på et fransk palindrom: Été ("Sommer"). 

Eksempler på et italiensk palindrom: O mordo tua nuora, o aro un autodromo.

Eksempler på et kroatisk palindrom: Krk (ö i Adriaterhavet).

Eksempler på et latinsk palindrom: Roma tenet amor ("Rom er kærlighed").

Eksempler på et nederlandsk palindrom: Moorddroom ("Drabsdrøm").

Eksempler på et portugisisk palindrom: Ovo ("Æg").

Eksempler på et slovensk palindrom: Vrv ("Tov").

Eksempler på et spansk palindrom: Oro ("Guld") eller reconocer (at genkende).

Eksempler på et svensk palindrom: "Arab, lönen?" - "Öl bara!".

Eksempler på et tysk palindrom: Retsinakanister.
Verdens længste palindrom, som giver fornuftig mening (i modsætning til "vrøvlepalindromerne") er det oldgræske ΝΙΨΟΝΑΝΟΜHΜΑΤΑΜΗΜOΝΑΝΟΨΙΝ (nipsonanomimatamimonanopsin), der betyder "vask dine synder, ikke kun dit ansigt".
Palindrom-ord: Ava, Anna, Otto, ara, mellem, kok, russerdressur, ene, asa, dameskibskoksbiksemad, regninger, murmellemrum, ærtetræ, kajak, skibsbiks, narkokran, lakseskal, radar, rotor, rejer, glassalg, damemad, tærtetræt, gøg, rør, tut, SAS, pap, kik, lal, tot, pip, pop, kukkuk, sus, død, båddåb, returruter.

## Tal
Et palindromtal er tilsvarende et tal, hvis cifre er ens forfra og bagfra som 73237. Det er værd at understrege, at tallet kun er et palindrom, når det skrives i det givne talsystem. Skrives 73237 for eksempel i det oktale talsystem, bliver det 2170258 og fremstår ikke længere palindromisk. Men et palindromisk tal kan godt være et palindromisk tal i to talsystemer samtidig fx 100111001 binært og 313 i titalssystemet.
Nogle interesserer sig for palindromtal, der også har andre egenskaber, for eksempel er primtal. For tiden er det største kendte palindromprimtal (i titalsystemet) 10130036 + 116010611·1065014 + 1 eller 1000...0011601061100...0001.

## Årstal
I tidernes løb er der forekommet tidspalindromer af slagsen år-dag/måned-klokkeslæt, f. eks. 1111-11/11-11:11. De uigenkaldeligt sidste tidspalindromer i vor tidsregning var 2002-20/02-20:02 (20. februar 2002 kl. 20:02)  og vil blive 2112-21/12-21:12 (21. december 2112 kl. 21.12.)

## Musik
Indenfor musikken er palindrom et musikstykke, hvor anden del er en spejlvendt gentagelse af første del.
En variation er, hvor samme nodelinje kan spilles både forfra og bagfra samtidigt (og stadig give musikalsk mening), som det er tilfældet i Mozarts "Der Spiegel".

## DNA
I DNA optræder baserne indimellem i palindrom-sekvenser. Disse har betydning i forbindelse med syntesen af proteiner o.a.

## Sygdom
Et humoristisk forslag på en palindromrelateret sygdom er frygten for palindromer: ibofobi,  eller som den kendes på engelsk aibohphobia.